# Třída Walo
Třída Walo je třída oceánských hlídkových lodí senegalského námořnictva. Celkem byly objednány tři jednotky této třídy. Jejich designové označení je OPV 58S a jsou to první senegalská plavidla nesoucí protiletadlové a protilodní střely.

## Stavba
Dne 17. listopadu 2019 byla u francouzské loděnice Piriou v Concarneau objednána stavba tří jednotek typu OPV 58S. Součástí kontraktu je následná provozní podpora v lokální loděnici Piriou NGOM Senegal. Stavba prototypové jednotky Walo byla zahájena v říjnu 2020. Na vodu byla spuštěna 11. dubna 2022. Ceremoniálu se účastnil velitel senegalského námořnictva admirál Oumar Wade. Druhá jednotka Niani byla na vodu spuštěna v září 2022 a třetí Cayor v květnu 2023.
Jednotky třídy Walo:
| Jméno | První řezání oceli | Spuštěna       | Vstup do služby | Status  |
| ----- | ------------------ | -------------- | --------------- | ------- |
| Walo  | 21. října 2020     | 11. dubna 2022 | 3. srpna 2023   | aktivní |
| Niani |                    | 13. září 2022  | 23. ledna 2024  | aktivní |
| Cayor |                    | 3. května 2023 | 22. října 2024  | aktivní |

## Konstrukce
Plavidla mají trup z oceli a nástavby ze slitin hliníku. Kromě 36 členů posádky jsou na palubě ubikace pro dalších 12 osob. Jsou vybavena bojovým řídícím systémem Polaris. Hlavňovou výzbroj tvoří jeden 76mm kanón OTO Melara Super Rapid na přídi, dva 12,7mm kulomety v křídlech můstku a dva 20mm kanóny v dálkově ovládaných zbraňových stanicích Nexter Narwhal v zadní části nástavby. Údernou výzbroj představují dvě dvojitá odpalovací zařízení pro protilodní střely Marte MK2/N, umístěna mezi dělovou věží a můstkem. Za nástavbou je prostor pro umístění dvou standardizovaných kontejnerů. Za ním se nachází dvojité odpalovací zařízení SIMBAD-RC pro protiletadlové řízené střely Mistral. Na zádi je skluz pro dva inspekční čluny RHIB. Pohonný systém tvoří dva diesely MAN 12V175D, každý o výkonu 2950 hp, pohánějící dva lodní šrouby. Manévrovací schopnosti zlepšuje příďové dokormidlovací zařízení. Nejvyšší rychlost dosahuje 21 uzlů. Dosah je 4500 námořních mil při rychlosti 12 uzlů. Autonomie provozu je 21 dnů.